# Жаримбет-Ата
Жаримбет-Ата (каз. Жәрімбет әулие) — мечеть, расположенная в Кызылординской области на границе между городом Байконур и посёлком Торетам (в черте города Байконур), в 800 метрах к югу от железнодорожной станции Торетам и в 150 метрах к северу от КПП № 1 города Байконур.
Сооружена в 2011 году методом асара (казахский обычай взаимопомощи).

## Архитектура
Комплекс состоит из здания мечети рассчитанного на 400 мест (также имеются балконы для женщин), двух минаретов высотой по 24 метра, библиотеки, столовой и других хозяйственных построек.
Здание мечети в плане — прямоугольное, длины сторон постройки 25×20 м.

Мечеть «Жаримбет-Ата».
Общий вид комплекса.

## История
Строительство мусульманского храмового комплекса было начато в 2008 году по распоряжению главы администрации города Байконура Александра Мезенцева.
Организацию строительства осуществлял благотворительный фонд «Возрождение» на средства, пожертвованные байконурскими предприятиями, структурами Роскосмоса, предпринимателями и частными лицами. Также средства на строительство мечети выделялись и из бюджета Кызылординской области. Сметная стоимость проекта составила — 180 млн тенге.
Торжественное открытие мечети состоялось накануне светлого праздника Курбан-айт 2 ноября 2011 года. На церемонии присутствовали: Верховный муфтий управления религии мусульман Казахстана — шейх Абсаттар хаджи Дербисали, аким Кызылординской области Болатбек Куандыков, руководители города, космодрома и области, представители духовенства.
После официальной части, проводимой на улице, Верховный муфтий показал почётным гостям праздника новую мечеть, которая в этот же день была открыта для прихожан.
Завершением праздника открытия стала байге — один из древнейших и популярнейших видов конных скачек, победители которых получили ценные призы.